# RSGC1
RSGC1 (Red Supergiant Cluster 1)은 우리 은하에 있는 젊은 무거운 산개 성단으로 여러 적외선 조사에서 생성된 데이터에서 2006년에 발견되었으며 전례 없는 수의 적색 초거성 구성원이 존재하여 이러한 이름을 얻었다. 이 성단은 태양으로부터 약 6.6kpc 거리에 있는 방패자리에 위치하고 있으며 막대의 북쪽 끝과 두 개의 주요 나선팔 중 하나인 방패자리-센타우루스자리 팔의 내부 부분이 교차하는 지점에 위치할 가능성이 높다.
RSGC1의 나이는 1,000 만 년에서 1,400 만 년으로 추정되며 심하게 가려져 가시광선으로 관측할 수 없다. 이 성단은 스티븐슨 2, RSGC3, 알리칸테 7, 알리칸테 8, 알리칸테 10으로 알려진 다른 적색 초거성 무리와 가깝다. RSGC1의 질량은 태양 질량의 3만배로 추정되며 이는 우리 은하에서 가장 무거운 산개성단 중 하나다.
관측된 질량이 태양질량의 약 16~20배인 적색 초거성은 II형 초신성 전구별이다. 200개 이상의 주계열성이 8 M☉ 이상의 질량을 갖고 있는 것으로 감지되었으며 이를 통해 주계열 맞추기로 거리를 결정할 수 있다. 14개의 적색 초거성 구성원이 확인되었다.

## 구성원
| 이름 | 분광형  | 등급 (K 밴드) | 유효온도 (K)  | 절대등급 | 광도 (L☉)         | 반지름 (R☉)         |
| ---- | ------- | ------------- | ------------- | -------- | ----------------- | ------------------- |
| F01  | M3 / M5 | 4.962         | 3,550         | −11.75   | 335,000           | 1450-1,530+330 −424 |
| F02  | M4 / M2 | 5.029         | 3,700         | −11.92   | 215,000           | 1,128               |
| F03  | M4 / M5 | 5.333         | 3,500         | −11.28   | 120,000           | 942                 |
| F04  | M0 / M1 | 5.342         | 3,800         | −11.24   | 380,000           | 1,422               |
| F05  | M6 / M4 | 5.535         | 3,500         | −11.36   | 190,000           | 1,185               |
| F06  | M5      | 5.613         | 3,400         | −10.70   | 230,000           | 1,382               |
| F07  | M2 / M3 | 5.631         | 3,600 - 3,800 | −10.81   | 190,000           | 1,006               |
| F08  | M3      | 5.654         | 3,600         | −11.33   | 200,000           | 1,150               |
| F09  | M3 / M6 | 5.670         | 3,600         | −10.92   | 150,000           | 996                 |
| F10  | M5 / M3 | 5.709         | 3,600         | −10.86   | 235,000           | 1,246               |
| F11  | M1 / M4 | 5.722         | 3,800         | −11.03   | 200,000           | 1,032               |
| F12  | M0      | 5.864         | 3,900         | −10.70   | 190,000           | 955                 |
| F13  | M3 / K2 | 5.957         | 4,200         | −11.39   | 290,000           | 1,017               |
| F14  | M3 / M1 | 6.167         | 3,700         | −10.25   | 74,000            | 662                 |
| F15  | G0 / G6 | 6.682         | 6,850         | −10.07   | 229,000 - 620,000 | 340                 |

### RSGC1-F01
RSGC1-F01은 RSGC1에 위치한 적색 초거성이다. 반경은 태양의 약 1,450-1,530배로 계산되었으며(반경은 슈테판-볼츠만 법칙을 적용하여 계산됨) 지금까지 발견된 별 중 가장 큰 항성 중 하나다. 이는 태양의 35억 8,000만 배의 부피에 해당하며 태양계의 중심에 배치되면 광구는 목성의 궤도를 집어삼킬 것이다.

### RSGC1-F02
RSGC1-02는 RSGC1에 위치한 적색 초거성이다. 반경은 태양의 약 1,499-1,549배 또는 1,128배로 계산되었으며(반경은 슈테판-볼츠만 법칙을 적용하여 계산됨) 지금까지 발견된 별 중 가장 큰 별 중 하나다. 이는 태양의 33억 7천만 배와 37억 2천만배의 부피에 해당하며 태양계의 중심에 배치되면 광구는 목성의 궤도를 집어삼킬 것이다.

### RSGC1-F13
RSGC1-F13은 다른 별들에 비해 유난히 붉은 독특한 적색 초거성으로 성단 내에서 질량 감소율이 (2.7±0.8)×10−5 M☉/yr로 가장 높은 점이 주목할 만하다. 또한 별에서 SiO, H2O 및 OH 메이저가 감지되었고 ALMA는 F13에서 다른 4개의 초거성들과 함께 별들로부터 반지름의 수백배의 거리로 확장되어 있는 CO 방출을 감지했으며 CO 질량 손실률은 4.2×10−5 M☉/yr로 추정되는데 이는 연구의 다른 적색 초거성에 대한 예측값보다 10배 정도 더 크다. F13은 비슷한 극단적인 적색 초거성인 큰개자리 VY와 비교되고 둘 다 더 강한 어쩌면 분화성의 질량 손실을 보여준다.